# Cantó d'Estrasburg-1
El cantó d'Estrasburg (alsacià  Kànton Strossburi) és una divisió administrativa francesa situat al departament del Baix Rin i a la regió del Gran Est. Comprèn el centre de la vila.